# Sanningslandet
Sanningslandet är en novellsamling av Stina Aronson från 1952. Boken var den sista av Aronson att ges ut när hon ännu var i livet. 2004 utgavs den som talbok.